# Persone di cognome Moreno
| Questa pagina contiene informazioni ricavate automaticamente dalle voci biografiche con l'ausilio del template Bio e di un bot. L'aggiornamento è periodico e automatico e ricostruisce completamente la pagina. Se manca una persona in questa lista, sei pregato di non aggiungerla, ma accertati piuttosto che la sua voce biografica contenga il template Bio e che i dati anagrafici siano correttamente compilati. Se il template Bio manca, inseriscilo tu stesso o, in alternativa, metti l'avviso {{tmp\|Bio}} che ne segnala la mancanza. Se i dati riportati sono sbagliati, correggi direttamente la voce biografica; le modifiche saranno visibili in questa lista entro pochi giorni. Per chiarimenti vedi il progetto antroponimi. La lista contiene solo le 54 persone che sono citate nell'enciclopedia e per le quali è stato implementato correttamente il template Bio. Pagina aggiornata al 7 giu 2025. |

Questa è una lista di persone presenti nell'enciclopedia che hanno il cognome Moreno, suddivise per attività principale.

## Abati(1)
- Ottavio Moreno, abate, avvocato e politico italiano (Mallare, n. 1777 - Torino, † 1852)

## Allenatori di calcio(1)
- Javi Moreno, allenatore di calcio e ex calciatore spagnolo (Silla, n. 1974)

## Allenatori di tennis(1)
- Agustín Moreno, allenatore di tennis e ex tennista messicano (Guadalajara, n. 1967)

## Archeologi(1)
- Paolo Moreno, archeologo italiano (Udine, n. 1934 - Roma, † 2021)

## Architetti(1)
- Rafael Guastavino Moreno, architetto spagnolo (Valencia, n. 1842 - Asheville, † 1908)

## Artisti marziali misti(1)
- Brandon Moreno, artista marziale misto messicano (Tijuana, n. 1993)

## Attori(2)
- Antonio Moreno, attore e regista spagnolo (Madrid, n. 1887 - Beverly Hills, † 1967)
- Fernando Moreno, attore venezuelano

## Attrici(2)
- Lupe Ontiveros, attrice statunitense (El Paso, n. 1942 - Whittier, † 2012)
- Rosita Moreno, attrice e ballerina spagnola (Madrid, n. 1907 - Los Angeles, † 1993)

## Calciatori(15)
- Alfredo Moreno, calciatore argentino (Santiago del Estero, n. 1980 - Aguascalientes, † 2021)
- Amando Moreno, calciatore statunitense (Perth Amboy, n. 1995)
- Aníbal Moreno, calciatore argentino (Catamarca, n. 1999)
- Carlos Horacio Moreno, calciatore e allenatore di calcio argentino (Buenos Aires, n. 1948 - Buenos Aires, † 2020)
- Marcelino Moreno, calciatore argentino (San Martín, n. 1995)
- Emanuel Moreno, calciatore argentino (Paraná, n. 1990)
- Juan Gutiérrez Moreno, ex calciatore spagnolo (Cadice, n. 1976)
- Juan Carlos Moreno, ex calciatore spagnolo (Barcellona, n. 1975)
- Luis Moreno, ex calciatore panamense (Panama, n. 1981)
- Matías Moreno, calciatore argentino (Córdoba, n. 2003)
- Pablo Moreno, calciatore spagnolo (Granada, n. 2002)
- Santiago Moreno, calciatore colombiano (Cali, n. 2000)
- Valentín Moreno, calciatore argentino (Buenos Aires, n. 2003)
- Wilfredo Moreno, ex calciatore venezuelano (n. 1976)
- Tonono, calciatore spagnolo (Arucas, n. 1943 - Las Palmas, † 1975)

## Calciatrici(1)
- Thaisa Moreno, calciatrice brasiliana (Xambrê, n. 1988)

## Cantanti(3)
- Chino Moreno, cantante e chitarrista statunitense (Sacramento, n. 1973)
- Darío Moreno, cantante e attore turco (Aydın, n. 1921 - Istanbul, † 1968)
- Rd da ilha, cantante brasiliano (Santa Inês, n. 1998)

## Cestiste(1)
- Carmen Moreno, cestista colombiana (n. 1950 - † 2024)

## Cestisti(1)
- Édgar Moreno, ex cestista colombiano (Quibdó, n. 1981)

## Diplomatici(2)
- Martino Mario Moreno, diplomatico e orientalista italiano (Torino, n. 1892 - Roma, † 1964)
- Maurizio Moreno, diplomatico italiano (Roma, n. 1940 - Roma, † 2016)

## Dirigenti d'azienda(1)
- Élisabeth Moreno, dirigente d'azienda e politica francese (Tarrafal, n. 1970)

## Esploratori(1)
- Francisco Moreno, esploratore argentino (Buenos Aires, n. 1852 - Buenos Aires, † 1919)

## Generali(1)
- Gennaro Moreno, generale italiano (Gaeta, n. 1838 - Bologna, † 1901)

## Giocatori di football americano(2)
- Knowshon Moreno, ex giocatore di football americano statunitense (Belford, n. 1987)
- Moses Moreno, ex giocatore di football americano statunitense (Chula Vista, n. 1975)

## Giornaliste(1)
- Manuela Moreno, giornalista e conduttrice televisiva italiana (Roma, n. 1966)

## Inventori(1)
- Roland Moreno, inventore e imprenditore francese (Il Cairo, n. 1945 - Parigi, † 2012)

## Militari(1)
- Enrique B. Moreno, militare, diplomatico e politico argentino (Tacna, n. 1846 - Alta Gracia, † 1923)

## Modelle(3)
- Claudia Moreno, modella venezuelana (Caracas, n. 1977)
- Rebeca Moreno, modella salvadoregna (San Salvador, n. 1986)
- Zión Moreno, modella e attrice statunitense (El Paso, n. 1995)

## Piloti automobilistici(1)
- Roberto Moreno, ex pilota automobilistico brasiliano (Rio de Janeiro, n. 1959)

## Politici(4)
- Bernie Moreno, politico e imprenditore statunitense (Bogotà, n. 1967)
- Celso Cesare Moreno, politico italiano (Dogliani, n. 1830 - Washington, † 1901)
- Manuel Moreno, politico argentino (Buenos Aires, n. 1781 - † 1857)
- Mariano Moreno, politico, giurista e giornalista argentino (Buenos Aires, n. 1778 - Acque internazionali, † 1811)

## Psicoterapeute(1)
- Zerka T. Moreno, psicoterapeuta olandese (Amsterdam, n. 1917 - Rockville, † 2016)

## Pugili(1)
- Anselmo Moreno, pugile panamense (El Martillo, n. 1985)

## Rapper(1)
- Lunay, rapper e cantante portoricano (Corozal, n. 2000)

## Rugbisti a 15(1)
- Alejandro Moreno, ex rugbista a 15 e allenatore di rugby a 15 argentino (Buenos Aires, n. 1973)

## Scrittrici(1)
- Marvel Moreno, scrittrice colombiana (Barranquilla, n. 1939 - Parigi, † 1995)